# Stenhomalus y-pallidum
Stenhomalus y-pallidum là một loài bọ cánh cứng trong họ Cerambycidae.